# 内丘県
内丘県（ないきゅう-けん）は、中華人民共和国河北省邢台市に位置する県。

## 歴史
漢代に設置された中丘県を前身とする。東晋末に廃止されているが、南北朝時代の496年（太和20年）に再設置された。
隋朝が成立すると581年（開皇元年）に文帝楊堅の父である楊忠を忌諱し内丘県と改称された。

## 行政区画
- 鎮:内丘鎮、大孟村鎮、金店鎮、官荘鎮、柳林鎮
- 郷:五郭店郷、南賽郷、獐獏郷、侯家荘郷